# Regierungsbezirk Gumbinnen

Regierungsbezirk Gumbinnens utbredning (markerat i blått) i Ostpreussen efter omorganiseringen 1905.

Regierungsbezirk Gumbinnens utbredning (markerat i blått) i Ostpreussen före omorganiseringen 1905.

Regierungsbezirk Gumbinnen var ett regeringsområde i
preussiska provinsen Ostpreussen åren 1815-1945. Det var beläget vid polska
gränsen och 1905 hade området hade en yta på 10 951 km² och 603 485 invånare. Befolkningen utgjordes av tyskar, polacker (masurer) och litauer. Huvudort var Gumbinnen.
1905 genomfördes en omorganisering av regeringsområdena i Ostpreussen och ett nytt regeringsområde, Regierungsbezirk Allenstein, skapades ur områden från regeringsområdena Gumbinnen och Königsberg.
Efter Tysklands nederlag i andra världskriget 1945 delades regeringsområdet mellan Sovjetunionen och Polen enligt överenskommelsen mellan segrarmakterna i Potsdamkonferensen. Idag består Kaliningrad oblast och Ermland-Masuriens vojvodskap av territorier som tillhörde Gumbinnen.

## Källa
Den här artikeln är helt eller delvis baserad på material från Nordisk familjebok, Gumbinnen, 1904–1926.